# 池田裕一 (河川工学者)
池田 裕一（いけだ ひろかず、1961年〈昭和36年〉 - ） は、日本の河川工学者。宇都宮大学地域デザイン科学部教授。河川工学を中心に、生態学や情報技術などの学際的アプローチによる研究（応用生態工学・環境情報工学）を行う。

## 経歴
1984年（昭和59年）東京大学工学部土木工学科卒業。1986年（昭和61年）東京大学大学院工学系研究科土木工学専攻修士課程修了。東京大学技官を経て、1988年（昭和63年）より宇都宮大学工学部助手。1995年（平成7年）博士（工学）を取得。また、1989年に西オーストラリア大学客員研究員、2006年にはアジア工科大学院（AIT, タイ）客員助教授を務める。
1996年（平成8年）に宇都宮大学工学部助教授、2014年（平成26年）に宇都宮大学大学院工学研究科教授となり、2016年に地域デザイン科学部新設により同学部教授となる。

## 主な著書

### 単著
- 『パソコンで解く水理学』（丸善、1990年）[3]

### 共著
- （有田正光編著）『水圏の環境』（東京電機大学出版局、1998年）[1]
- （土木学会土木情報システム委員会情報活用・教育小委員会編集）『土木技術者のためのExcel活用』（森北出版、1999年）[1]
- （土木学会土木情報システム委員会情報活用・教育小委員会編集）『土木技術者のためのVisual Basic活用』（森北出版、2001年）[1]
- （有田正光編著）『生物圏の環境』（東京電機大学出版局、2007年）[1]